# Turystyka w Albanii

Oficjalne logo używane do promowania turystyki w Albanii

Turystyka w Albanii jest kluczowym elementem działalności gospodarczej kraju i stale się rozwija. Wykorzystuje bogate dziedzictwo archeologiczne i kulturalne kraju, sięgające czasów klasycznych, kiedy Ilirowie i Grecy zamieszkiwali ten obszar. W następnych stuleciach dzisiejsza Albania była zamieszkiwana przez Rzymian, Bizancjum, Wenecjan i Turków. W kraju znajdują się plaże, górskie krajobrazy, archeologiczne artefakty. Kraj ma własną, unikalną kuchnię.
Kraj leży w klimacie śródziemnomorskim. Na całym jego terytorium występuje szeroki zakres mikroklimatów ze względu na różne typy gleby i topografię. Najcieplejsze rejony kraju znajdują się na wybrzeżach, podczas gdy najzimniejsze części na północnym i wschodnim kresie kraju.
Długość linii brzegowej kraju wynosi około 481 km i składa się z piaszczystych i skalistych plaż, zatok, jaskiń, klifów i lagun. Charakteryzuje się znaczną różnorodnością krajobrazów, począwszy od ośnieżonych Albańskich Alp aż po słoneczny Adriatyk i wybrzeże Morza Jońskiego.

## Statystyki

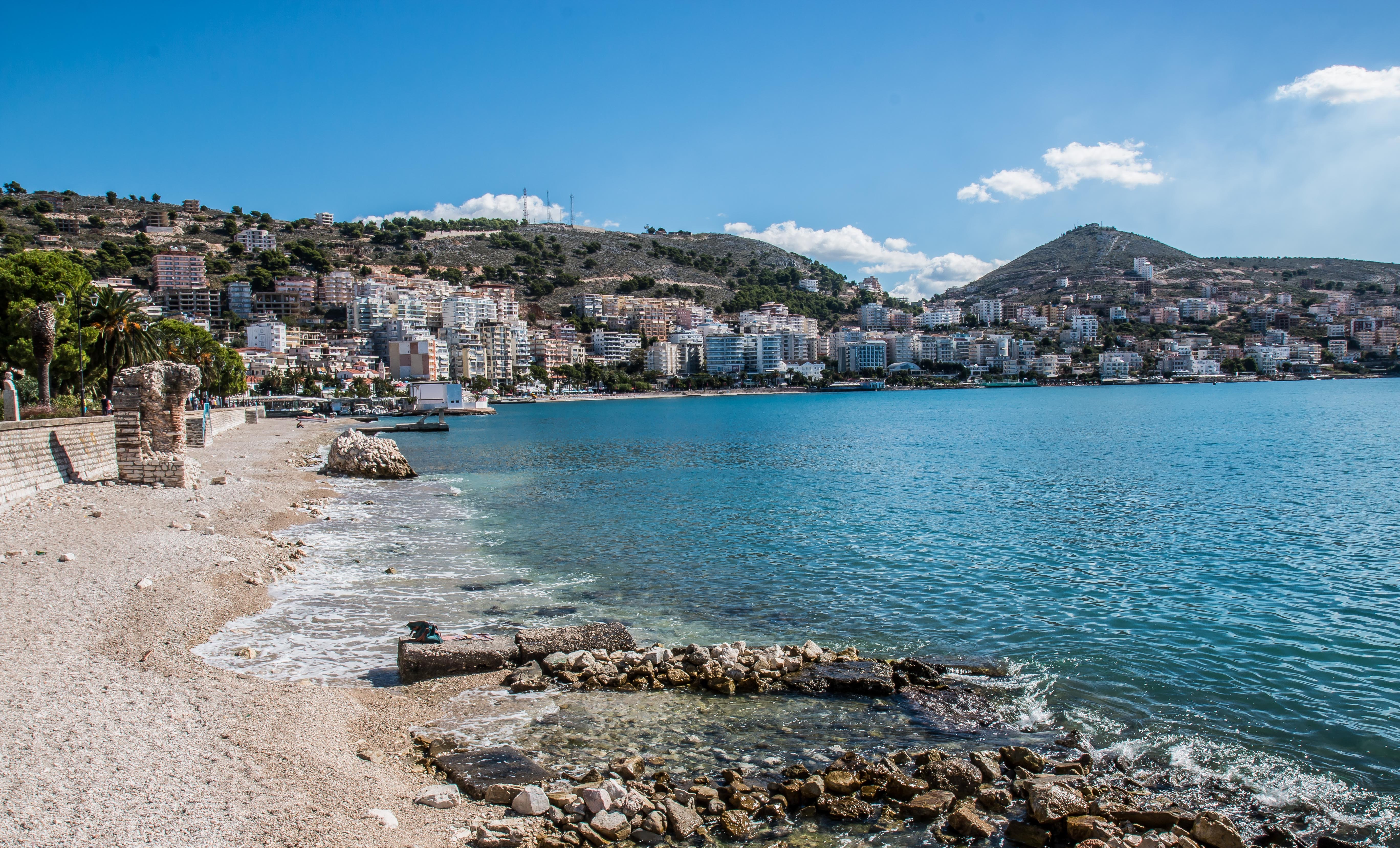
Plaża w mieście Saranda

Z 3,8 milionami odwiedzających Albania jest 25. najczęściej odwiedzanym krajem w Europie. Lonely Planet uznało Albanię za miejsce docelowe numer 1, który należy odwiedzić w 2011. The New York Times umieścił ją na 4. miejscu wśród 52 celów podróży do odwiedzenia w 2014. Według Albańskiego Instytutu Statystyki w 2016 roku kraj odwiedziło około 4,74 mln obcokrajowców, a rok później – 5,12 mln.

## Krajobrazy

### Północna Albania
Północny region kraju jest bardziej znany ze swojego dziedzictwa przyrodniczego i kulturowego, z malowniczymi alpejskimi krajobrazami górskimi, jeziorami polodowcowymi, bogatą florą i fauną, historycznymi regionami o starożytnych tradycjach i kuchni. Pokryty jest głównie warstwą skał krasowych, głównie dolomitu i wapienia.
Alpy Albańskie są jednymi z najbardziej cennych i unikalnych cech regionu północnej Albanii. Ich górzysty krajobraz z licznymi kontrastami, przemierzany przez doliny rzek z kryształowymi wodami, wąwozami oraz z bogatą różnorodnością biologiczną, przyciąga turystów krajowych i zagranicznych z całego świata.
Rzeka Gashi i miasto Rajcë są wpisane na listę światowego dziedzictwa UNESCO.

Jezioro Szkoderskie

Jezioro Szkoderskie, największe jezioro w Europie Południowej, jest popularnym celem podróży ze względu na naturalne bogactwo i łatwy dostęp zarówno z lądu, jak i morza. Okolica wokół jeziora jest pożądana przez turystów w czasie wakacyjnym. Inne atrakcje turystyczne jeziora to żeglarstwo, wędkarstwo i inne sporty wodne.

### Centralna Albania
Centralny region Albanii przeplata się między stanowiskami archeologicznymi, zamkami, jaskiniami, długimi odcinkami leczniczych piaszczystych plaż i lagun, idealnych do obserwacji ptaków. Obejmuje głównie hrabstwa Durrës, Tirana, Fier i Elbasan. Tirana, stolica kraju, znana jest ze swojego dziedzictwa kulturowego, różnorodności religijnej, barwnych budynków oraz architektury włoskiej i socjalistycznej. Istnieje wiele przestrzeni kulturalnych, takich jak festiwale, przedstawienia i atrakcje turystyczne w Tiranie.
Park Narodowy Shebenik-Jabllanice to jeden z najnowocześniejszych parków narodowych w kraju. Jest szczególnie znany z zamieszkiwania przez wiele gatunków, które szybko stają się rzadkie na Bałkanach.

### Południowa Albania

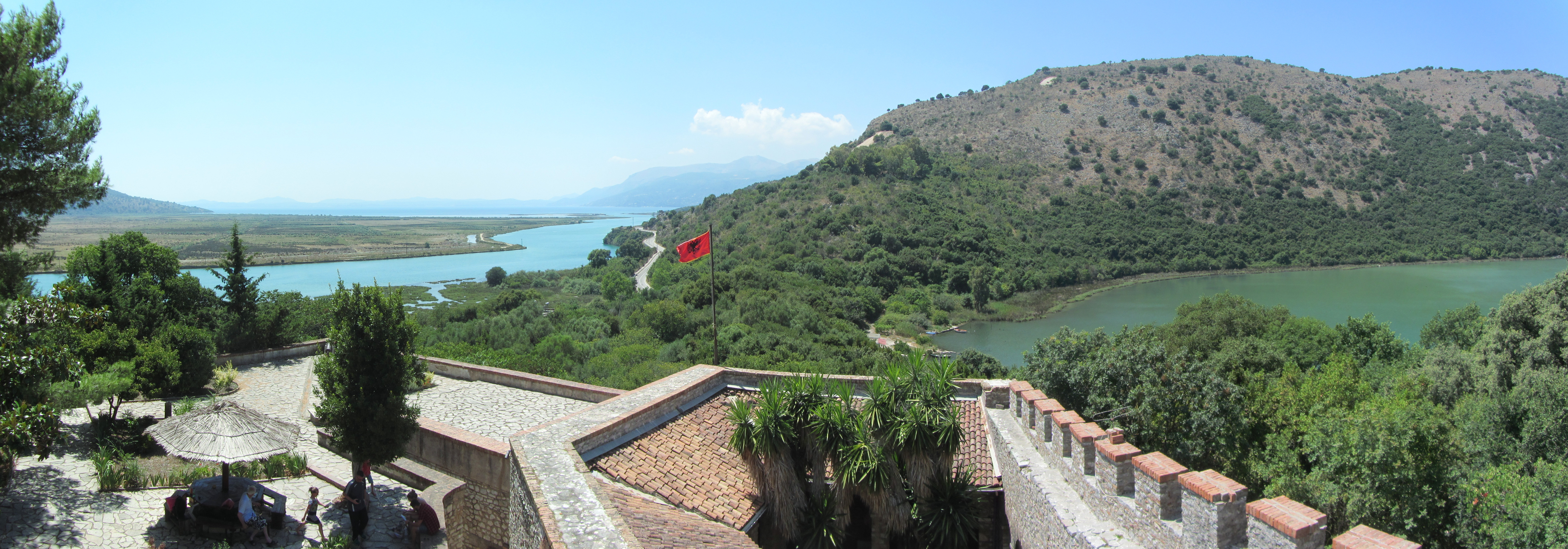
Krajobraz Butrintu

Południowy region kraju jest w większości górzysty i słynie ze śródziemnomorskiej atmosfery, zróżnicowanego krajobrazu, malowniczych linii brzegowych oraz wiosek i miast przy linii brzegowej. Butrint to zarówno miejsce wpisane na Listę Światowego Dziedzictwa UNESCO, jak i jako Park Narodowy. Miasto leży na południu od Sarandy, wzdłuż wybrzeża Morza Jońskiego. Historycznie, był zamieszkany od czasów prehistorii, ale został założony jako kolonia grecka i rzymska w epoce brązu. Liczne zabytki są dziś dobrze zachowane, takie jak starożytne mury miejskie, chrzcielnica, wielka bazylika, teatr i zamki. Wszystkie szczątki znajdują się na terenie wielkiego naturalnego lasu ze złożonymi ekosystemami i różnorodnością biologiczną.